# WON'T BE LONG
「WON'T BE LONG」（ウォント・ビー・ロング）は、バブルガム・ブラザーズの楽曲で、10枚目のシングル。
6枚目のアルバム『BORN TO BE FUNKY「ファンキーで行こう!!」』の先行シングルとして、1990年8月22日に発売された。

## 解説
「WON'T BE LONG」は、東京都杉並区高円寺出身のBro.KORN（以下KORN）が東京高円寺阿波おどりをモチーフに作った楽曲。ミュージック・ビデオの撮影は高円寺阿波おどりの会場で行われた。
KORN曰く「今まで虐げられてきたけど、お前のために全て頑張ってきたよ」という内容の歌詞で、「お茶の間ファンクやお茶の間ソウル」という親しみやすいメロディが特徴。曲中のかけ声「オリオリオリオー」は、ミュージカル映画『ブルース・ブラザース』の中でキャブ・キャロウェイが歌う「ミニー・ザ・ムーチャ (Minnie the Moocher) 」の「オーリオーリオーリオー」が元になっている。
歌っているのはKORNのみで、Bro.TOM（以下TOM）はレコーディングの段階から一切関わっておらず、音楽番組などで歌う際もTOMは当て振りしか行わなかった。
のちに「レコーディング中、TOMはパチンコに行っていた」とKORNが明かしている。
この曲は1990年8月のbayfmのパワープレイに採用され、『ヒットスタジオR&N』（フジテレビ）のエンディングでも流された。
リリース後しばらく反響はなかったが、1991年3月30日の『オールナイトフジ』最終回スペシャル』（フジテレビ）にKORNがゲスト出演した際、この曲を気に入っていたとんねるずが生放送中に2度曲をかけてくれたところ、フジテレビに曲名を尋ねる質問電話400本が殺到。これをきっかけに、カラオケで歌いやすい曲調もあって大ヒットとなり、1991年12月31日の『第42回NHK紅白歌合戦』には辞退したHOUND DOGに代わり同曲で出場した。1992年1月にはミリオンセラーを突破した（累計販売枚数は170万枚）。

## 再発盤・新録音
2006年11月29日には「EXILE&倖田來未」がカバーした。これに合わせ、リマスタリングを施し16年3か月ぶりに12cmCDとミュージック・ビデオ収録DVDとの2枚組で再発売された。CDサイドキャップには鈴木雅之からの寄稿文「今から15年前、こんなイカしたファンキーな曲があった。この名曲を知らなきゃ、お話にならない!　鈴木雅之」と記されている。
2009年11月25日リリースの『DA BUBBLEGUM BROTHERS SHOW ☆多力本願☆』には「WON'T BE LONG〜roots〜」が収録され、新規にTOMのパートも収録されている。

## 収録曲
全作曲：Bro.KORN　編曲：THE BUBBLE GUM BROTHERS
1. WON'T BE LONG
作詞：Bro.KORN
2. 天国へのパスポート
作詞：Bro.Tom

### 再発盤収録曲

#### CD
1. WON'T BE LONG
2. WON'T BE LONG (Instrumental)

#### DVD
1. WON'T BE LONG（Music Clip）

## カバー

### EXILE&倖田來未
EXILE&倖田來未のシングル「WON'T BE LONG」は、2006年11月22日に発売された。発売元は、rhythm zone。

#### 解説
同曲のカバーは、2005年4月6日に京都府出身の#18（ジュウハチバン）が「WON'T BE LONG ☆made in pop☆」としてカバーして以降、約1年半ぶり、3組目となる。「CDのみ」「CD＋DVD」の2形態での発売。
2006年9月22日より先行配信していたの着うたダウンロード数が発売前にミリオンを突破。
オリコン週間シングルランキングで最高位2位を記録した。

#### 収録曲

##### CD
1. WON'T BE LONG [5:14]
作詞・作曲： Bro.KORN／編曲：h-wonder
2. WON'T BE LONG（Karaoke）
3. WON'T BE LONG（Karaoke for Guys）
4. WON'T BE LONG（Karaoke for Ladies）

##### DVD
※CD+DVDのみ
1. WON'T BE LONG（Video Clip）
2. WON'T BE LONG（Making）
CD+DVD初回盤のみ収録。

#### 収録アルバム
- 2006年12月発売の倖田來未のアルバム『Black Cherry』には、「WON'T BE LONG 〜Black Cherry Version〜」（倖田のソロによる通常のカバー・バージョン）と「WON'T BE LONG 〜Red Cherry Version〜」（原曲と同じトラックのまま、歌詞のみ原曲の男性目線から女性目線に一部改変。こちらは各種初回盤のみ）の2つのバージョンが収録されている。
- 2007年3月発売のEXILEのアルバム『EXILE EVOLUTION』には、「WON'T BE LONG feat. NEVER LAND」として、倖田のパートをTAKAHIROが担当したバージョンが収録されている。
- 2011年3月発売のEXILEのアルバム『願いの塔』の初回盤限定特典で同梱されたカバー・アルバム『EXILE COVER』には、ATSUSHI、TAKAHIROに加えNESMITH、SHOKICHIの4人のボーカルにDJ MAKIDAIによるスクラッチが加わったバージョンが収録されている。
- 2014年8月発売のEXILE TRIBEのアルバム『EXILE TRIBE REVOLUTION』には、TAKAHIRO、NESMITH、SHOKICHIに加え、今市隆二、登坂広臣の5人のボーカルにVERBAL(m-flo)とDOBERMAN INFINITYによるRAPが加わったバージョンが収録されている。
- 2018年2月22日発売のEXILE THE SECONDのシングル「アカシア」のカップリングに収録。

#### WON'T BE LONG -2019-
- 2019年11月24日発売のEXILE ATSUSHI × KODA KUMI feat.EXILE MAKIDAI (PKCZ®)の配信シングル。

### その他のカバー
- 1992年5月21日発売のRockapellaのカバー・アルバム『One to N.Y』に「WON'T BE LONG」が収録されている。
- 1992年11月25日発売のCRAZY AのEP『PLEASE』に「WON'T BE LONG」のラップバージョンが収録され、Bro.KORNがゲスト参加している｡
- 2000年11月22日、エリアンナが「WON'T BE LONG 2001Version」としてカバーした。
- 2005年4月6日、京都府出身の#18（ジュウハチバン）が「WON'T BE LONG ☆made in pop☆」として、ダンスポップにアレンジして発売された[11]。
- 2006年6月16日、ジェフユナイテッド市原・千葉の巻誠一郎の公式応援歌としてVari Variがカバーした「WON'T BE LONG 〜Vari Vari World〜」が携帯・パソコン限定で配信開始された。
- 2007年7月26日にバンダイナムコゲームス『太鼓の達人10』に収録（EXILE&倖田來未バージョン）。
- 『新堂本兄弟』（フジテレビ系）主催の「堂本ブラザーズバンドファーストライブ」でBro.TOMと堂本ブラザーズバンドが「WON'T BE LONG」を披露した。
- 2010年1月14日、ヘリョンが「WON'T BE LONG」の韓国語カバーを発売。
- 2016年5月25日発売の恵比寿★マスカッツ『Sexy Beach Honeymoon』の初回限定盤Bのカップリング曲として「WON'T BE LONG」が収録された。
- 2021年4月2日に韓国の歌手新村タイガーが韓国語カバーをリリース。歌詞中の「東京」は韓国の地名である「新村(シンチョン)」になっている。

## その他
歌詞中の「足りない頭」を変更して歌唱される場合があり、日本テレビの24時間テレビ 「愛は地球を救う」では「錆びた頭」（堺正章歌唱）と歌われた。